# NGC 2541
NGC 2541 este o galaxie spirală situată în constelația Linxul. A fost descoperită în 9 martie 1788 de către William Herschel. Se află la o distanță de 11,86 megaparseci de Pământ.